# Соуза, Хосе Лопес де
Хосе Лопес де Соуза — португальский офицер, сражавшийся во время французского вторжения в Португалию. Будучи в то время полковником, он стал лидером восстания в Ольяне в июне 1808 в Алгарве, что привело к взятию португальцами Фару 19 июня и выводу французской армии из провинции 23 июня. В качестве награды за свои действия 2 октября 1808 года он был повышен до лагерного маршала. После окончания войны, 12 октября 1815 года он был произведён в генерал-лейтенанты, высшее звание офицера португальской армии.

## Лидер восстания в Ольяне
Во время первого французского вторжения в Португалию полковник Хосе Лопес де Соуза был губернатором Вила-Реал-ди-Санту-Антониу. Когда в январе 1808 года Жюно распустил и разоружил португальскую армию, он предпочёл покинуть свой пост, чтобы не служить врагу в наполеоновском португальском легионе. Убежденный патриот, он переехал в Ольян, портовый город в Алгарве, известный своей независимостью. С 16 до 19 июня 1808 года в ответ на провокации французов он организовал местных жителей, которые назначили его главнокомандующим, вооружил их и поднял восстание. В течение трёх дней, несмотря на недостаток вооружения и неопытность своих войск, Лопес де Соуза организовал сопротивление и с помощью капитана Себастьяна Мартинса Местре получил оружие от испанских властей в Аямонте. Развернув интенсивную военную и административную деятельность, он захватил три французские лодки с солдатами и оружием, несколько раз успешно нападал на французские отряды, отбил контрнаступлением противника у моста Кельфес и организовал наблюдение за проливом и прилегающими землями. 19 июня город Ольян был освобождён, и восстание распространилось на Фару и Тавиру. 23 июня французы решили уйти из Алгарве.

## Память
В Ольяне в его честь была названа улица. Он также является главным персонажем сцены на азулежу, расположенной у моря в Ольяне, где изображено начало восстания.